# Model Uppsala
El Model Uppsala és una teoria que explica com les empreses gradualment intensifiquen les activitats en mercats estrangers. El model d'Uppsala és considerat una eina estratègica utilitzada en el procés d'internacionalització que travessen les organitzacions, és a dir, el camí que recorre una empresa a l'hora d'expandir-se a nous mercats.
Aquest model descriu com un procés que es va incrementant gradualment, ja que en cada etapa les empreses adquireixen més coneixements i, per tant, augmenten el seu compromís amb el mercat internacional. Aquestes etapes estableixen que en el moment d'irrompre en nous mercats, les empreses duran a terme activitats poc freqüents d'exportació, després realitzaran exportacions a través de certs representants, i finalment impulsaran el desenvolupament de diferents sucursals comercials i unitats productives en altres països; aquestes estan basades en dues variables fonamentals que són, el fet de conèixer mercats nous i que l'empresa compti amb un cert grau de responsabilitat i compromís en aquests mercats. A mesura que les etapes van superant-se, les organitzacions comencen a adquirir més experiència i tendeixen a disminuir la incertesa que es genera per la participació en mercats externs.

## Característiques
Les principals característiques d'aquest model són les següents:
1. Les empreses o les companyies guanyen experiència del mercat domèstic abans d'involucrar-se en mercats estrangers.
2. Les empreses o companyies inicien les seves operacions a l'estranger a països propers amb afinitat cultural i geogràfica.
3. Gradualment, les companyies començaran a tenir operacions amb països cada cop més llunyans i diferents en matèria cultural i geogràfic.[1][1]

Sota aquest model les companyies començaran les seves activitats a l'estranger amb activitats de risc limitat en fer servir exportacions tradicionals (generalment impulsades per l'existència de Tractats Comercials) i gradualment inicien activitats més intensives (i que generen més riscos) i que demanen nous models d'operació (com ara vendes, subsidiàries, subcontractació, etc.).
El Model Uppsala proposa alhora que les vendes a l'estranger comencen amb ordres d'exportació ocasionals, les quals seran reemplaçades per exportacions regulars, de manera que a poc a poc l'empresa podrà produir quantitats que satisfacin la demanda dels seus clients a l'estranger.
Alhora les activitats internes de l'empresa i les que fan referència a la venda del producte com a serveis, coneixement i sistemes, han de ser inclosos per al desenvolupament òptim de vendes.
El model Uppsala estableix que les companyies o empreses no es poden comprometre amb grans volums per a exportació fins que aquestes empreses hagin adquirit importants nivells de coneixement basat en l'experimentació, i per això la internacionalització es desenvolupa a llarg termini, en processos que tracten de minimitzar riscos gràcies a l'extensiu coneixement que adquireix la signatura en termes de regulacions, mercats, investigació, desenvolupament de marca, màrqueting, entre d'altres.
Finalment, el model Uppsala especifica que el nivell de compromís dels membres de l'empresa es podria veure minvat o cessat si els objectius no són completament satisfets.
El model Uppsala va ser desenvolupat per acadèmics de la Universitat sueca d'Uppsala.